# Вик Уайлд
Вик Уайлд (на английски: Vic Wild) е американски и руски сноубордист.
На олимпийските игри в Сочи през 2014 печели 2 златни медала за Русия в дисциплините паралелен слалом и паралелен гигантски слалом.
Уайлд първоначално се състезава за родината си, но след олимпийските игри във Ванкувър през 2010 решава да започне да се състезава за Русия. Причината за избора му е политиката на американската сноуборд федерация, която решава да ограничи до минимум спонсорирането на слаломните дисциплини за сметка на по-екстремните - халфпайп, слоупстайл и бордъркрос.
Вместо да прекрати кариерата си Уайлд кандидатства за руско гражданство през 2011 след като се жени за руската сноубордистка - Алена Заварзина. Двамата печелят общо три медала за Русия на олимпиадата в Сочи – два златни на Уайлд и един бронзов на Заварзина.
На 24 февруари 2014 Уайлд получава четвърти клас Орден за заслуги към отечеството, който му е връчен лично от Владимир Путин.
На зимните олимпийските игри в Пекин през 2022 година печели бронзов медал в паралелния гигантски слалом.